# Dedki
Dedki (znanstveno ime Leccinellum) so rod gliv iz družine cevark (Boletaceae).

## Seznam dedkov Slovenije[2]
- primorski dedek (Leccinellum corsicum)
- žlahtni dedek (Leccinellum crocipodium)
- sardinski dedek (Leccinellum lepidum)
- gabrov dedek (Leccinellum pseudoscabrum)